# Касіма (Кумамото)

32°44′24″ пн. ш. 130°45′26″ сх. д. / 32.74000° пн. ш. 130.75722° сх. д.
Касіма (яп. 嘉島町) — містечко в Японії, в повіті Камімасікі префектури Кумамото.